# Tomas Oppus
Tomas Oppus (en cebuano Lungsod sa Tomas Oppus ; en tagalog : Bayan ng Tomas Oppus) est une municipalité des Philippines, dans la province de Leyte du Sud et située dans la région des Visayas orientales.
Lors du recensement de 2020, sa population s'élève à 16 990 habitants.

## Géographie
Tomas Oppus est une municipalité côtière, située au sud-ouest de l'île de Leyte, sur la baie de Sogod (en).
D'une superficie totale de 56,11 kilomètres carrés, Silago est divisée administrativement en 29 barangays (districts) :
- Anahawan
- Banday (Poblacion)
- Biasong
- Bogo ([Poblacion)
- Cabascan
- Camansi
- Cambite
- Canlupao
- Carnaga
- Cawayan
- Higosoan
- Hinagtikan
- Hinapo
- Hugpa
- Iniguihan
- Looc
- Luan
- Maanyag
- Mag-ata
- Mapgap
- Maslog
- Punong
- Rizal
- San Agustin (Lotaw)
- San Antonio (Calayugan)
- San Isidro
- San Miguel
- San Roque
- Tinago